# Spreuerbrücke

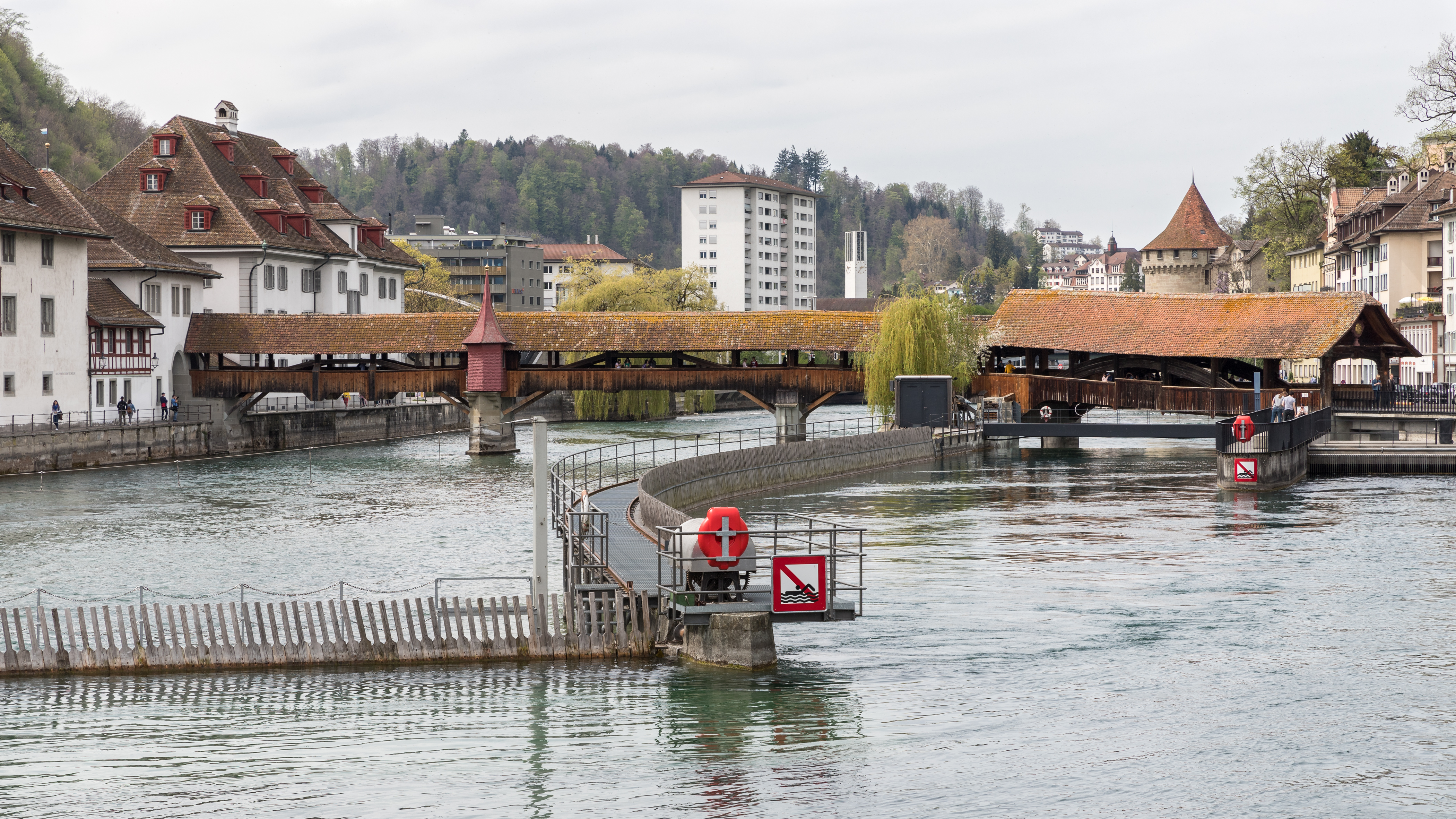
Reuss, Nadelwehr und Spreuerbrücke

Die Spreuerbrücke ist neben der Kapellbrücke und der im 19. Jahrhundert abgebrochenen Hofbrücke die dritte gedeckte Holzbrücke in der Stadt Luzern. Sie steht auf der Liste der Kulturgüter in Luzern in der Kategorie A (national bedeutend). Sie verbindet den Mühlenplatz (Altstadt) mit dem Kasernenplatz (Neustadt).

## Geschichte
Eine erste Brücke verband seit dem 13. Jahrhundert den Mühlenplatz am rechten Reussufer mit den Mühlen in der Flussmitte. Die Fortsetzung zum linken Ufer (Pfistergasse = Bäckerviertel) wurde erst 1408 fertiggestellt. Nur von dieser untersten Brücke der Stadt durften im Mittelalter Spreu und Laub in die Reuss geschüttet werden.
Die Brücke wurde 1566 bei einem Hochwasser grösstenteils zerstört. Danach wurde der südliche Teil mit einfachen und doppelten Hängewerken wieder aufgebaut, zusammen mit einem Kornhaus als Brückenkopf (der sogenannte «Herrenkeller»). Dieser befindet sich heute zwischen dem Natur-Museum und dem Historischen Museum. Der nördliche Teil bei den Mühlen folgte 1591. Von dem Luzerner Zimmermeister Joseph Ritter wurde 1803 ein neuer nördlicher Teil mit auf den Widerlagern abgestützten hölzernen Bögen erstellt. Dort befindet sich heute das Kraftwerk Mühlenplatz.

## Bilderzyklus Totentanz

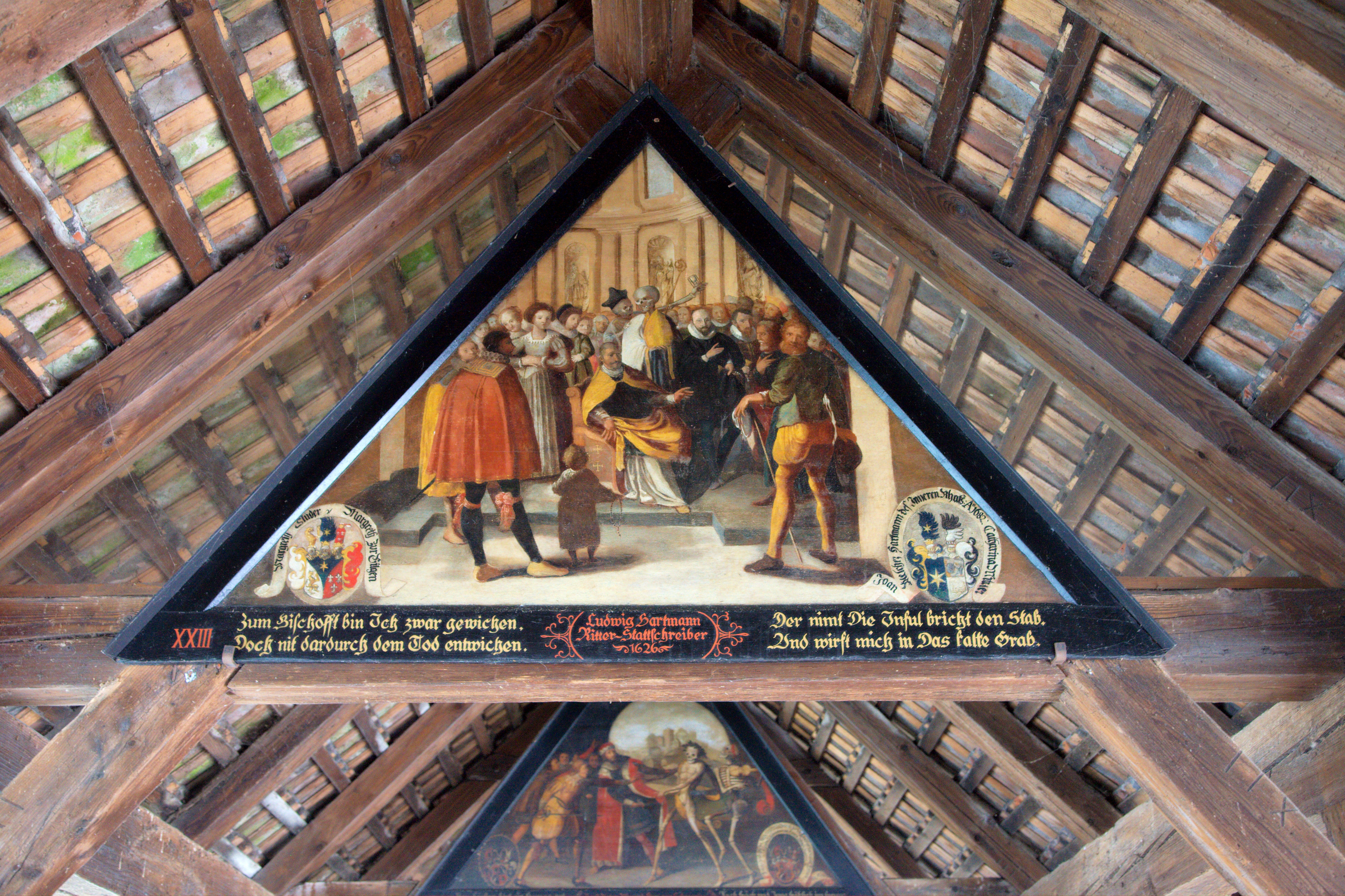
Eine der Bildtafeln des Totentanzes

In den Giebelfeldern der Spreuerbrücke befinden sich heute noch 45 von ursprünglich 67 bemalten Holztafeln mit einem einzigartigen Totentanz, ausgeführt in den Jahren 1626 bis 1632 unter der Leitung des Malers Kaspar Meglinger. Es ist der umfangreichste und zugleich der öffentlichste aller bekannten Totentänze. Die dreieckigen Bildtafeln zeigen in der Regel unten links die Wappen der Stifter und rechts die Frauenwappen der Stiftergeneration. Auf den schwarzen Holzrahmen stehen erläuternde Verse und die Namen der Stifter (Bildmenge). Auf den Bildern sind auch Portraits der Stifter und weiterer Vertreter der Luzerner Gesellschaft zu sehen. Die Luzerner Maler haben die Bilder des Todes von Hans Holbein d. J. gekannt und auch Anregungen daraus übernommen; aber ihre Darstellungen sind bereits fortschrittlicher in der Malweise. Bilder und Texte der Luzerner Totentafeln sollen deutlich machen, dass es keinen Ort in Stadt und Land und auf dem Meer gibt, wo nicht auch der Tod präsent ist.
Die kleine Brückenkapelle «Maria auf der Reuss» ist der Muttergottes geweiht.